# Pfandring

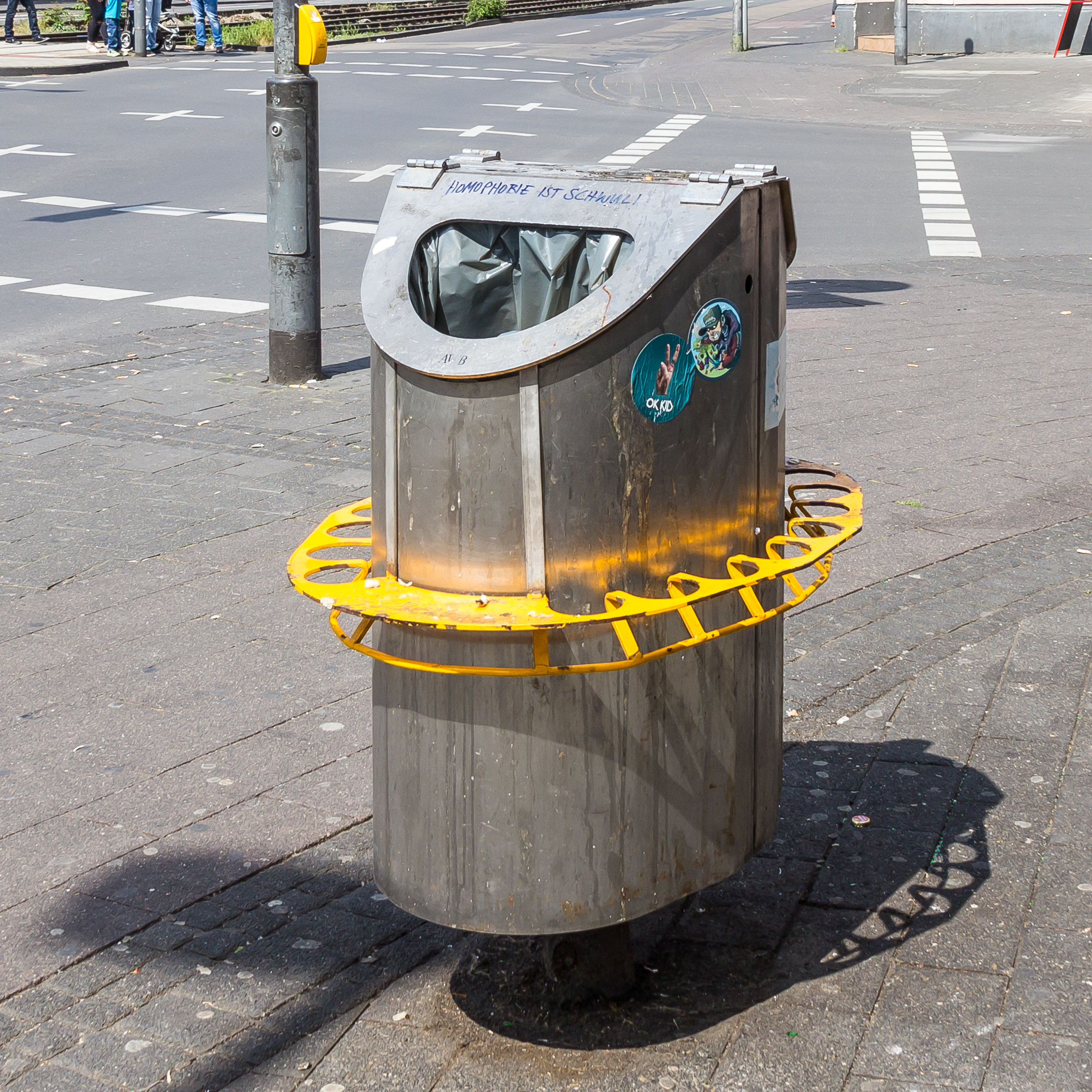
Pfandring in Köln

Der Pfandring ist eine Aufnahmeeinrichtung für bepfandetes Leergut an öffentlichen Müllbehältern.

## Beschreibung und Zweck
Er kann beschädigungsfrei um einen Container gespannt oder daran festgeschraubt werden. Ein Pfandring besitzt Abstellflächen für Flaschen und Dosen, die als Leergut darin deponiert werden sollen. Das Leergut soll ausdrücklich nicht in den Müllbehälter eingeworfen, sondern sichtbar an der Außenseite abgestellt werden, sodass Flaschensammler das Leergut einfacher erlangen können. Wühlen im Müll ist mit erheblichen hygienischen und gesundheitlichen Risiken verbunden. Neben dem sozialen Nutzen wird auch ein ökologisches Ziel erreicht: Rohstoffe aus Flaschen und Dosen werden wiederverwertet und nicht mit dem Restmüll zusammen verbrannt.

## Geschichte

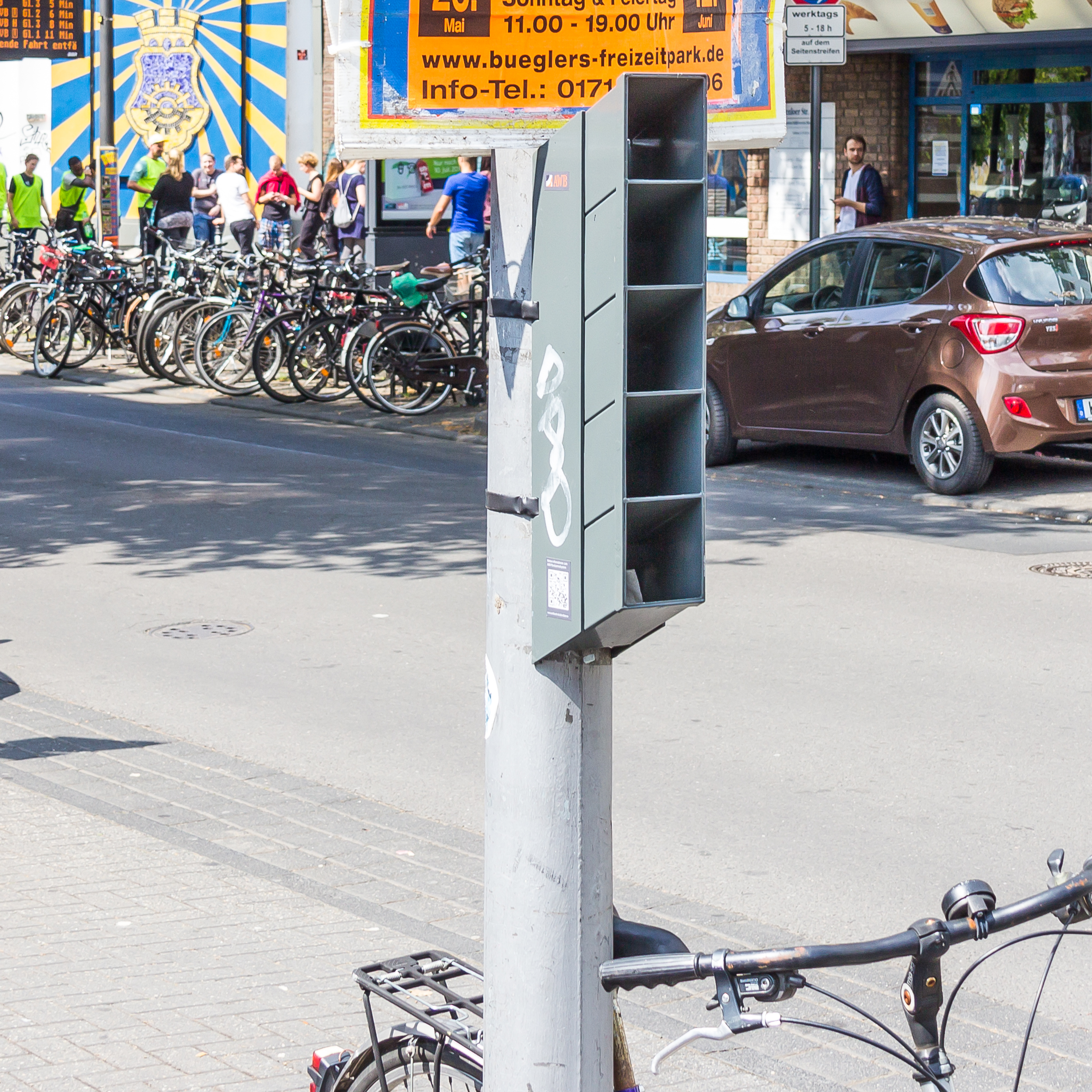
Pfandlaterne

Der Pfandring wurde 2012 vom Kölner Produktdesigner Paul Ketz entwickelt, der ihn erstmals bei einem Wettbewerb der Kölner Abfallwirtschaftsbetriebe vorstellte und dafür dort den 2. Platz errang. Der Ring erhielt den Bundespreis Ecodesign in der Kategorie Nachwuchs.
Ein erster Testlauf zur Nutzung erfolgte 2014 in Bamberg. Es besteht aber in vielen Städten die Diskussion, ob der Pfandring nützlich ist. Die Kölner CDU beklagte die optische Erscheinung, die Linke hingegen sah darin kein ausreichendes Mittel zu Bekämpfung der zugrundeliegenden sozialen Problematik. Einem kleinen Modellversuch in Köln wurde entnommen, dass der Ring die Leerung der Behälter erschwere. Als Gegenentwurf entwickelte man Pfandlaternen, die aber im Test durchfielen. Anderweitige Kritik lautete, dass der Ring das Leergut so leicht zugänglich mache, dass nicht nur bisherige Flaschensammler, sondern auch gut situierte Menschen die Flaschen entnehmen würden und damit den eigentlichen Bedürftigen weniger Leergut zur Verfügung stünde.
Inzwischen (Stand: Oktober 2021) nutzen etwa 110 Kommunen den Pfandring.
Das Baureferat München beispielsweise gab im Dezember 2014 zu Bedenken, dass Pfandringe oder Pfandkisten nicht mit Schrauben, die ins Innere der Abfallbehälter ragen, befestigt werden dürften, da sich dort die Entleerungskübel befinden. Anbauten würden zudem die Handhabung der Abfallbehälter, etwa bei einer Verlagerung oder einem Abtransport, erschweren. Zudem könnten die Flaschen leicht durch professionelle bzw. organisierte Müllsammler genutzt werden, was dem sozialen Aspekt widerspreche. Zu prüfen seien solche Vorrichtungen im Bereich von Glas-, Metall- und Kunststoff-Sammelcontainern im Eigentum von privaten Unternehmen, ohne Bezug zum Baureferat. Im Februar 2020 hingegen beschloss die Stadt München die probeweise Einrichtung von Flaschenhaltern an Mülleimern im Stadtbezirk Pasing-Obermenzing.
2014 wurde der Pfandring in der VOX-Sendung Die Höhle der Löwen vorgestellt, erhielt aber keinen Zuschlag durch einen Investor.
In Serienfertigung kostet ein Pfandring etwa 220 €.